# Necrópolis de Fuente de Ramos
La Necrópolis de Fuente de Ramos es un yacimiento arqueológico prehistórico de la provincia de Cádiz situado en la ladera norte del Cerro de los Castillejos, en el término municipal de Puerto Serrano.
En este yacimiento existen varias cuevas artificiales con siete enterramientos colectivos del Bronce Antiguo (hacia comienzos del II milenio a. C.), además de grabados rupestres con motivos zoomorfos, cazoletas y otros geométricos. Los enterramientos presentan estructuras parecidas: pasillo de entrada, cámara funeraria circular y hornacinas laterales. A escasos metros del lugar se ha encontrado restos de poblamiento andalusí de los siglos XII-XIII: monedas, cerámicas y restos de materiales constructivos.